# WASP-17
WASP-17 はスペクトル型F型に分類される恒星で、太陽系からさそり座の方向に約1,340光年離れた位置にある。見かけの等級が11.6等級と暗く、太陽系近傍の天体でもないため注目を集めることはなかったが、2009年に逆行軌道を持った最初の太陽系外惑星 WASP-17b が発見され、広く知られるようになった。

## 恒星
| 太陽 | WASP-17   |
| ---- | --------- |
| 太陽 | Exoplanet |

WASP-17の質量は太陽の1.2倍、半径は1.4倍、表面温度は6,550K程度と、いずれの値も太陽よりやや大きいと予想されている。観測されたパラメータには大きな不確かさが含まれているため光度階級は断定できていないが、主系列星（階級V）の可能性が最も高い。年齢は最大でも40億年程度で、46億歳の太陽より若い天体と見られる。
系外惑星を持つ恒星は重元素（水素やヘリウム以外の元素）に富む場合が多いが、WASP-17にはこの傾向は当てはまらない。金属量の指標としてよく使用される [Fe/H] の値は -0.25 で、これはWASP-17には鉄元素が太陽比で56%しか含まれていないことを意味する。他の元素の観測値も、軒並み太陽を下回っている。
WASP-17という名称は、この恒星の周りを回る惑星がスーパーWASP計画が発見した17個目の惑星だったことに因む。それ以前には、TYC 6787-1927-1 や 2MASS J15595095-2803422 などと呼称されていた。一般に、バイエル符号やフラムスティード番号などを持たない恒星はHIPやHDのカタログ名で呼ばれることが多いが、WASP-17はこれらの主要な星表には登録されていない。
WASP-17を惑星の名前として扱う報道もあるが、発見を報告する論文ではWASP-17を恒星名、WASP-17bを惑星名として使い分けている。

## 惑星系
2009年にWASP-17の周囲を公転する惑星WASP-17bが発見された。この惑星は主恒星の自転と逆方向に公転するという前例のない特徴を持っている。また、恒星の至近距離を楕円軌道を周回しているため内部に潮汐力による熱が発生し、木星の半分の質量しか持たないにもかかわらず木星の1.5 - 2倍の直径にまで膨張している。
| 名称 （恒星に近い順） | 質量           | 軌道長半径 （天文単位） | 公転周期 (日)       | 軌道離心率         | 軌道傾斜角        | 半径           |
| --------------------- | -------------- | ----------------------- | ------------------- | ------------------ | ----------------- | -------------- |
| b (Ditsô)             | 0.486±0.032 MJ | 0.05150±0.00034         | 3.7354380±0.0000068 | 0.028+0.015 −0.018 | 86.83+0.68 −0.56° | 1.991±0.081 RJ |

## 名称
2019年、世界中の全ての国または地域に1つの系外惑星系を命名する機会を提供する「IAU100 Name ExoWorldsプロジェクト」において、WASP-17系はコスタリカ共和国に割り当てられる惑星系となった。このプロジェクトは、「国際天文学連合100周年事業」の一環として計画されたイベントの1つで、コスタリカ国内での選考、国際天文学連合 (IAU) への提案を経て太陽系外惑星とその主星に固有名が承認されるものであった。2019年12月17日、IAUから最終結果が公表され、WASP-17はDìwö、WASP-17bはDitsôと命名された。これらはコスタリカの先住民ブリブリ族の言語で天体と人類の起源に関連する言葉に由来しており、Dìwöは、我々の知っている太陽よりも大きな、決して消えることのない太陽を意味する言葉に、Ditsôは、Sibô神がブリブリ族に対して最初に付けた名前に、それぞれちなんで名付けられた。